# Campionati del mondo di ciclismo su strada 1967
I Campionati del mondo di ciclismo su strada 1967 si disputarono ad Heerlen, nei Paesi Bassi.
Furono assegnati tre titoli:
- Prova in linea Donne, gara di 53,000 km
- Prova in linea Uomini Dilettanti, gara di 198,800 km
- Cronometro a squadre Uomini Dilettanti, gara di 100 km
- Prova in linea Uomini Professionisti, gara di 265,180 km

## Storia
Il mondiale del 1967 vide la ribalta di Eddy Merckx. Il giovane belga seguì l'attacco dell'italiano Gianni Motta, partito dopo soli quattro chilometri, e ai due si accodarono lo spagnolo Ramón Sáez e gli olandesi Jan Janssen e Jos van der Vleuten. La lunga fuga arrivò fin sul traguardo, con Merckx abile a riassorbire i tentativi di allungo dei compagni di fuga e batterli in volata. Su settanta corridori partiti, quarantacinque conclusero la prova.
Il britannico Graham Webb vinse il titolo in linea dilettanti, la Svezia la cronometro a squadre. Tra le donne si impose la britannica Beryl Burton.
L'Italia ha vinto il bronzo nella cronometro a squadre.

## Medagliere

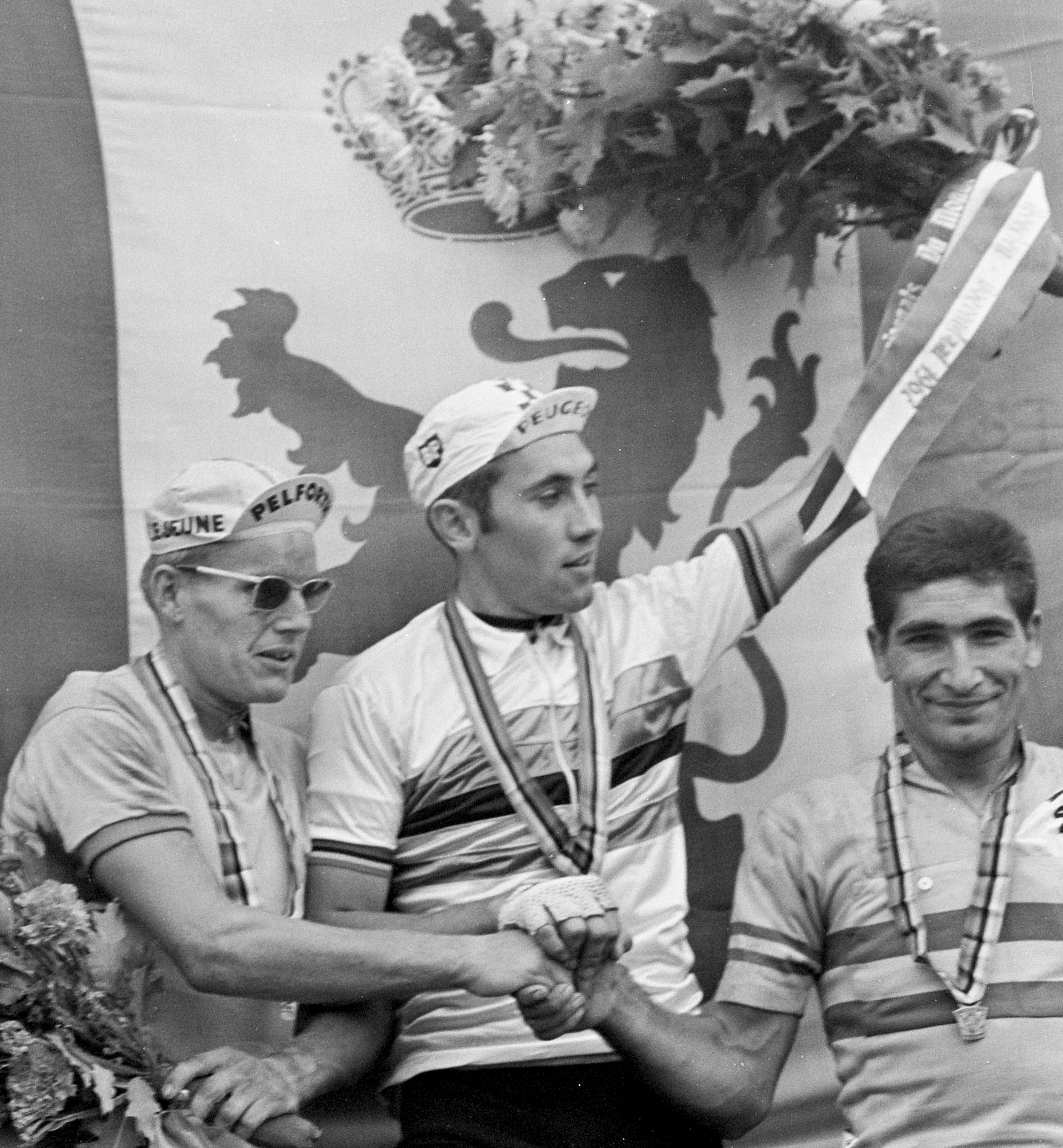
Jan Janssen, Eddy Merckx e Ramon Saez Marzo sul podio

| Pos.   | Nazione          | Oro | Argento | Bronzo | Totale |
| ------ | ---------------- | --- | ------- | ------ | ------ |
| 1      | Regno Unito      | 2   | 0       | 0      | 2      |
| 2      | Belgio           | 1   | 0       | 0      | 1      |
| 2      | Svezia           | 1   | 0       | 0      | 1      |
| 4      | Paesi Bassi      | 0   | 1       | 1      | 2      |
| 4      | Unione Sovietica | 0   | 1       | 1      | 2      |
| 6      | Danimarca        | 0   | 1       | 0      | 1      |
| 6      | Francia          | 0   | 1       | 0      | 1      |
| 8      | Italia           | 0   | 0       | 1      | 1      |
| 8      | Spagna           | 0   | 0       | 1      | 1      |
| Totale | Totale           | 4   | 4       | 4      | 12     |

## Sommario degli eventi
| Eventi                        | Oro                                                               | Tempo                      | Argento                                         | Tempo | Bronzo                                    | Tempo |
| Uomini Professionisti         |                                                                   |                            |                                                 |       |                                           |       |
| Gara in linea dettagli        | Eddy Merckx Belgio                                                | 6h44'22" Media 39,315 km/h | Jan Janssen Paesi Bassi                         | s.t.  | Ramón Sáez Spagna                         | s.t.  |
| Uomini Dilettanti             |                                                                   |                            |                                                 |       |                                           |       |
| Gara in linea dettagli        | Graham Webb Regno Unito                                           | 4h58'43"                   | Claude Guyot Francia                            | ?     | René Pijnen Paesi Bassi                   | ?     |
| Cronometro a squadre dettagli | Svezia E. Pettersson, G. Pettersson, S. Pettersson, T. Pettersson | ?                          | Danimarca Blaudzun, Hansen, Mortensen, Pedersen | ?     | Italia Bosisio, Pigato, Marcelli, Martini | ?     |
| Donne                         |                                                                   |                            |                                                 |       |                                           |       |
| Gara in linea dettagli        | Beryl Burton Regno Unito                                          | ?                          | Ljubov' Zadorožnaja Unione Sovietica            | ?     | Anna Konkina Unione Sovietica             | ?     |